# 南港展覧館駅
南港展覧館駅（なんこうてんらんかんえき）は、台湾台北市南港区にある、台北捷運の駅。

## 利用可能な鉄道路線
台北捷運
 文湖線 - 駅番号は「BR24」
 板南線 - 駅番号は「BL23」
このほか、基隆軽軌の乗り入れが計画され、後にその計画は「基隆捷運」へ昇格している。

## 歴史
計画段階の駅名は経貿南駅。
- 2009年7月4日 - 内湖線開業[4]。
- 2011年2月27日 - 南港線が南港駅から当駅まで延伸開業[5]。

## 駅構造

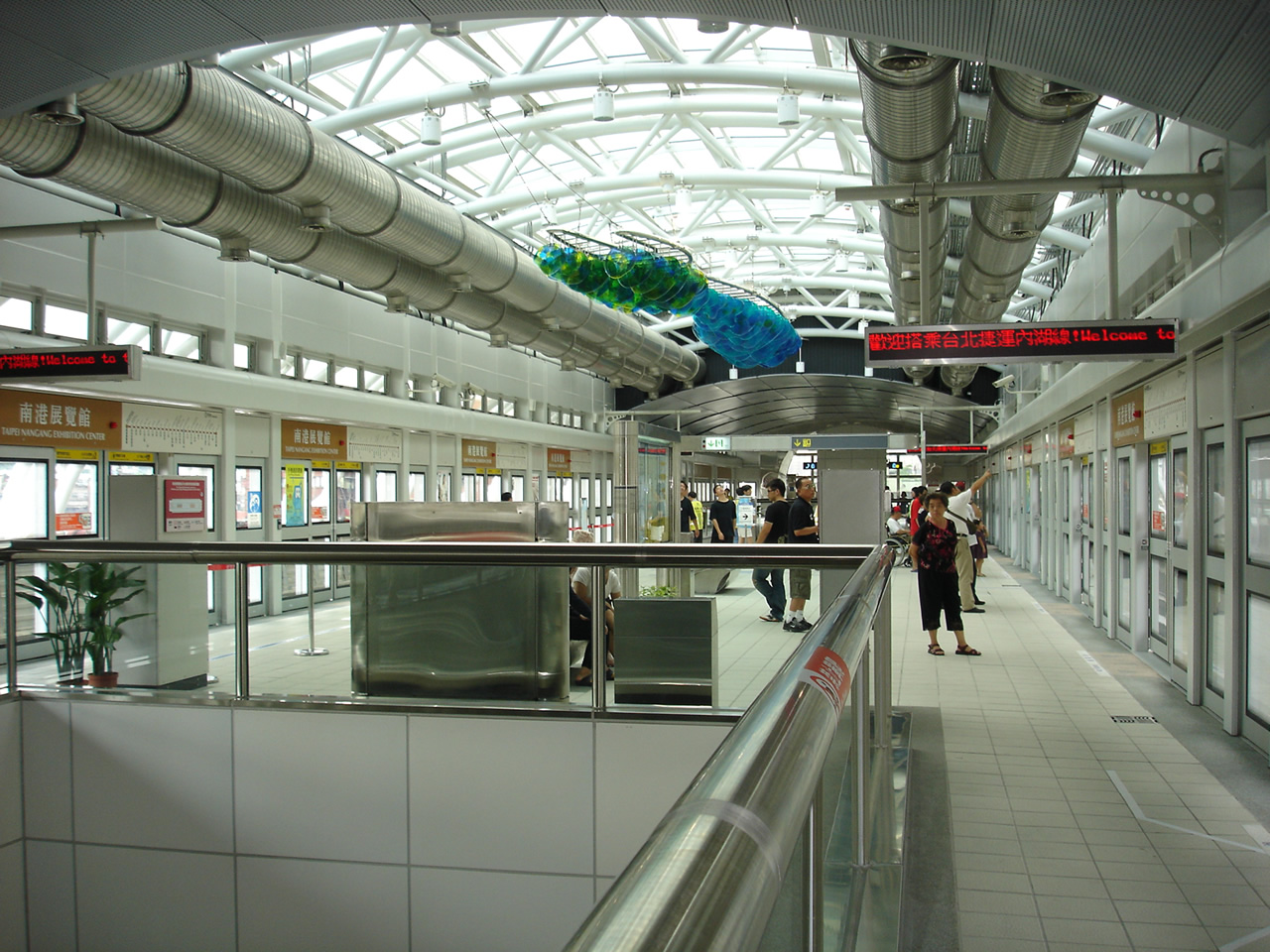
文湖線ホーム

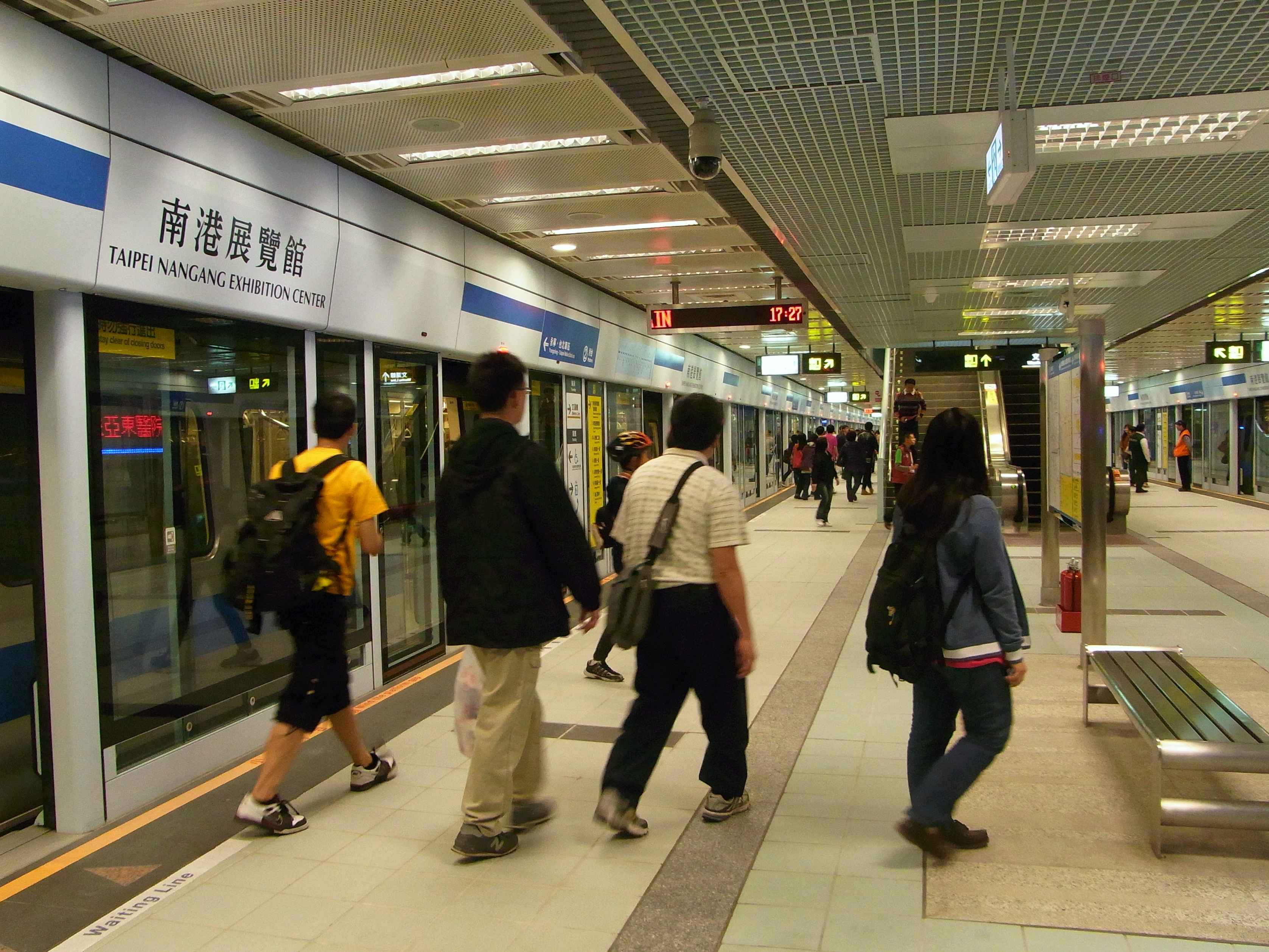
板南線ホーム

文湖線は高架駅舎、板南線は地下駅舎で分かれている。両線は地下連絡通路で結ばれている。
文湖線のホームは地上3階に島式ホーム1面2線を有する高架駅で:頁83、開業時点でホームドアが設置済み。改札階は1階にある。トイレは改札内にある。2階は機械室となっている。
板南線のは地下3階に島式ホーム1面2線を有する地下駅で:頁83、ホームドアが設置されている。改札階は地下2階にある。トイレは改札内にある。地下1階には地下駐車場が併設されている。

### のりば
| 3F 文湖線ホーム  |                |                    |
| 1                | 文湖線（上り） | 当駅止まり         |
| 2                | 文湖線（下り） | 動物園方面         |
| B3F 板南線ホーム |                |                    |
| 1・2             | 板南線（下り） | 亜東医院・頂埔方面 |

### 駅出口
出口1、2、2A、5は駅の西端。出口3、4、6、7は駅の東端。
- 出口1：南港展覧館連通道（地下一階）
- 出口2：南港展覧館（地上一階、以下同）
- 出口2A：経貿二路
- 出口3：南港路一段（南港路北側）
- 出口4：経貿一路
- 出口5：研究院路一段
- 出口6：南港路一段（南港路南側）
- 出口7：誠正国中

## 利用状況
各年度の乗車人員は以下の通り。
| 年   | 年間利用客数 | 年間利用客数 | 年間利用客数 | 年間利用客数 | 1日平均 | 1日平均 |
| 年   | 乗車         | 下車         | 乗降計       | 出典         | 乗車    | 乗降    |
| ---- | ------------ | ------------ | ------------ | ------------ | ------- | ------- |
| 2009 | 615,178      | 563,619      | 1,178,797    | [ 9 ]        | 3,399   | 6,513   |
| 2010 | 1,732,453    | 1,529,813    | 3,262,266    | [ 9 ]        | 4,746   | 8,938   |
| 2011 | 5,580,245    | 5,181,827    | 10,762,072   | [ 9 ]        | 15,288  | 29,485  |
| 2012 | 7,762,395    | 7,158,463    | 14,920,858   | [ 9 ]        | 21,209  | 40,767  |
| 2013 | 9,008,315    | 8,431,828    | 17,440,143   | [ 9 ]        | 24,680  | 47,781  |
| 2014 | 10,440,090   | 9,842,584    | 20,282,674   | [ 9 ]        | 28,603  | 55,569  |
| 2015 | 10,300,903   | 9,748,108    | 20,049,011   | [ 9 ]        | 28,222  | 54,929  |
| 2016 | 10,149,424   | 9,574,813    | 19,724,237   | [ 9 ]        | 27,731  | 53,891  |
| 2017 | 10,104,874   | 9,452,385    | 19,557,259   | [ 9 ]        | 27,685  | 53,582  |
| 2018 | 10,556,558   | 9,881,921    | 20,438,479   | [ 9 ]        | 28,922  | 55,996  |
| 2019 | 11,056,907   | 10,363,377   | 21,420,284   | [ 9 ]        | 30,293  | 58,686  |
| 2020 | 9,852,477    | 9,233,164    | 19,085,641   | [ 9 ]        | 26,919  | 52,147  |
| 2021 | 7,491,056    | 7,054,983    | 14,546,039   | [ 9 ]        | 20,523  | 39,852  |

## 駅周辺

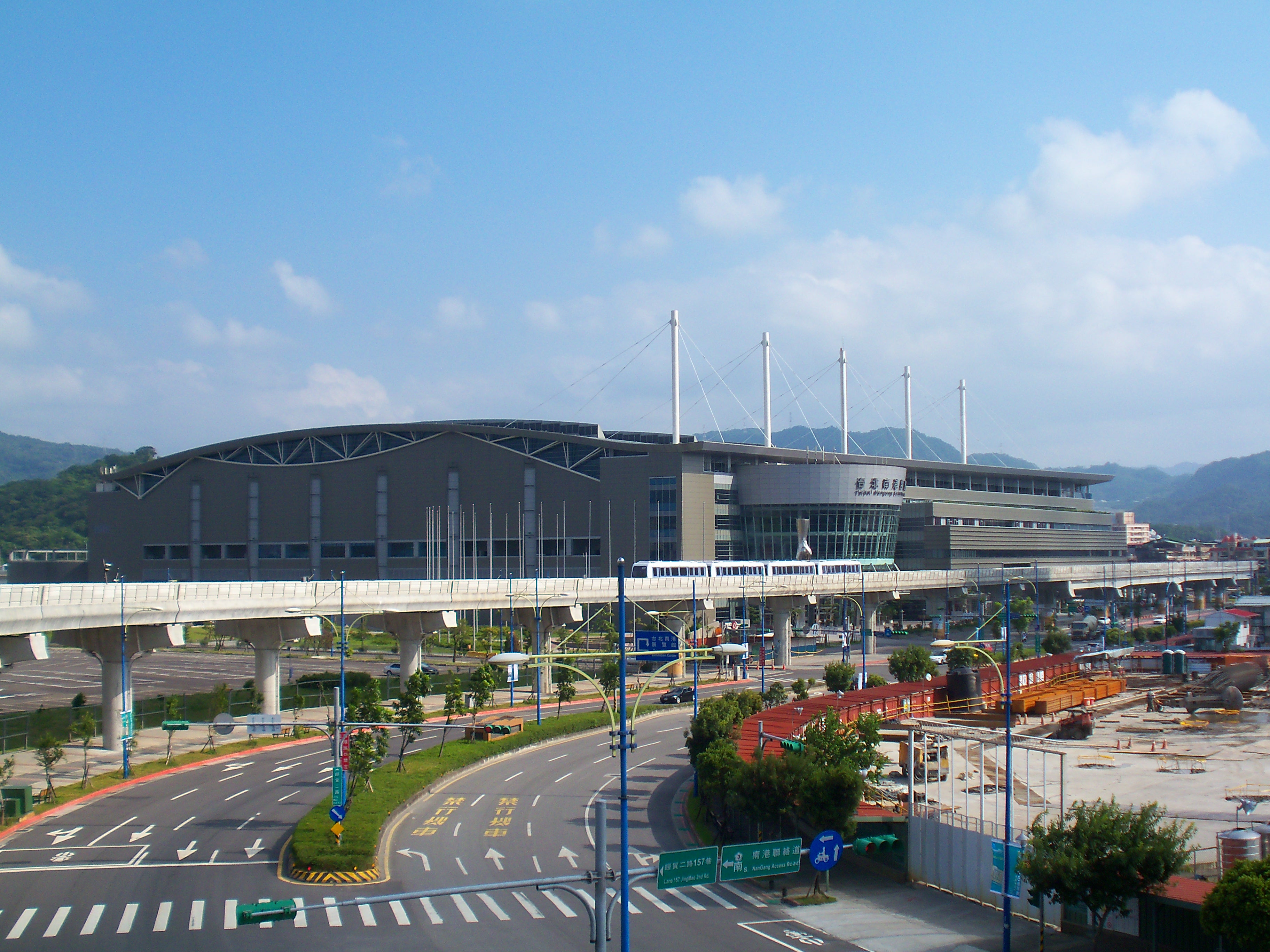
駅周辺の様子

- 台北南港展覧館1館（中国語版）
- 台北南港展覽館2館（中国語版）
- 南港軟体園区（中国語版）
- 内湖機廠（中国語版）
- 中国信託金融園区
- 南汐公園
- 港仔口德安廟
- 中南街
- 南港区農会
- 誠正国中（中国語版）
- 富康街
- 橫科路
- 力行橋
- 南港路一段
- 大同路一段
- 県道109号（研究院路一段）
- 忠孝東路（中国語版）七段
- 市民大道（中国語版）八段
- YouBike（台北市公共自転車（中国語版））捷運南港展覧館駅(5号出口)
- 台湾高速鉄路公司
- 南港凱撒大飯店（中国語版）（建設中、2020年開業予定）
- 南港漢来大飯店（建設中、2020年開業予定）
- ららぽーと南港(建設中)

## 路線バス

### 市区バス
| 路線          | 運行事業者           | 区間                          | 備考                                                                                      |
| ------------- | -------------------- | ----------------------------- | ----------------------------------------------------------------------------------------- |
| 600           | 中興巴士、光華巴士   | 台北車站 - 南港展覧館         | 捷運南港展覧館駅（経貿二）停留所に停車                                                    |
| 605           | 中興巴士             | 汐止 - 台北車站               | 捷運南港展覧館駅（南港路）停留所に停車                                                    |
| 605副         | 中興巴士             | 汐止 - 台北車站               | 捷運南港展覧館駅（南港路）停留所に停車                                                    |
| 605新台五     | 中興巴士             | 汐止 - 台北車站               | 捷運南港展覧館駅（南港路）停留所に停車                                                    |
| 668           | 中興巴士             | 汐止 - 公館                   | 捷運南港展覧館駅（南港路）停留所に停車                                                    |
| 675           | 中興巴士             | 汐止 - 公館                   | 環東大道、南京東路経由 捷運南港展覧館駅（南港路）、捷運南港展覧館駅（経貿二）停留所に停車 |
| 678           | 新北客運             | 汐止 - 捷運市政府駅           | 新北市公車に属する 休日運休。 捷運南港展覧館駅（南港路）停留所に停車                      |
| 817           | 新北客運             | 汐止 - 五分埔                 | 新北市区バスに属する 捷運南港展覧館駅（南港路）停留所に停車                               |
| 823           | 台北客運、大都会客運 | 舊莊 - 汐止                   | 新北市公車に属する 捷運南港展覧館駅（南港路）、捷運南港展覧館駅（経貿二）停留所に停車     |
| 919           | 新北客運             | 五堵 - 捷運忠孝復興駅         | 新北市区バスに属する 捷運南港展覧館駅（南港路）、捷運南港展覧館駅（経貿二）停留所に停車   |
| 951           | 中興巴士、指南客運   | 汐止 - 新店                   | 新北市公車に属する 捷運南港展覧館駅（南港路）、捷運南港展覧館駅（経貿二）停留所に停車     |
| 棕19          | 東南客運             | 大湖山荘 - 南港車站           | 捷運南港展覧館駅（経貿二）停留所に停車                                                    |
| 藍15          | 中興巴士             | 汐止 - 捷運昆陽駅             | 新北市公車に属する 捷運南港展覧館駅（南港路）停留所に停車                                 |
| 藍21          | 光華巴士             | 社后福徳路 - 捷運南港駅       | 新北市公車に属する 捷運南港展覧館駅（南港路）停留所に停車                                 |
| 藍21副        | 光華巴士             | 汐止社后 - 南港車站           | 新北市公車に属する 捷運南港展覧館駅（南港路）停留所に停車                                 |
| 藍22          | 新北客運             | 汐止 - 南港国宅               | 新北市公車に属する 捷運南港展覧館駅（南港路）停留所に停車                                 |
| 藍23          | 光華巴士             | 社后 - 捷運昆陽駅             | 新北市公車に属する 捷運南港展覧館駅（南港路）停留所に停車                                 |
| 藍39          | 光華巴士             | 社后 - 南港車站               | 新北市公車に属する 捷運南港展覧館駅（南港路）停留所に停車                                 |
| 藍39副        | 光華巴士             | 汐止社后 - 南港車站           | 新北市公車に属する 捷運南港展覧館駅（南港路）停留所に停車                                 |
| 藍51          | 東南客運             | 捷運昆陽駅 - 安泰里           | 捷運南港展覧館駅（経貿二）停留所に停車                                                    |
| 内科通勤専車7 | 新北客運             | 汐止 - 内湖科技園区           | 捷運南港展覧館駅（南港路）停留所に停車                                                    |
| 市民小巴15    | 大南汽車             | 捷運昆陽駅 - 捷運南港展覧館駅 | 捷運南港展覧館駅（経貿二）停留所に停車                                                    |
| 1032          | 基隆客運             | 基隆 - 板橋                   | 公路客運に属する 捷運南港展覧館駅（南港路）停留所に停車                                   |

### 国道バス(高速バス)
| 運行事業者                                | 路線番号 | 区間 | 備考                                               |
| ----------------------------------------- | -------- | --- | -------------------------------------------------- |
| 國光客運                                  | 1843     | 南港 - 捷運南港展覧館(経貿二) - 内湖行政中心 - 瑞光路 - 桃園国際空港(T1 & T2)                                           | 内湖経由 2017年4月18日から南港転運站西站まで延伸。 |
| 國光客運                                  | 1877     | 圓山 - 中山高 - 潭美國小(成功) - 南港車站 - 捷運南港展覧館 - 環東大道 - 北二高 - 北宜高 - 頭城 - 烏石港                 | 頭城直達車                                         |
| 國光客運                                  | 1878     | 圓山 - 中山高 - 潭美國小(成功) - 南港車站 - 捷運南港展覧館 - 環東大道 - 北二高 - 北宜高 - 壯圍站 - 宜蘭転運站           | 宜蘭直達車                                         |
| 國光客運                                  | 1879     | 圓山 - 中山高 - 潭美國小(成功) - 南港車站 - 捷運南港展覧館 - 環東大道 - 北二高 - 北宜高 - 羅東 - 冬山 - 蘇澳 - 南方澳   | 蘇澳全程車                                         |
| 國光客運                                  | 1879     | 圓山 - 中山高 - 潭美國小(成功) - 南港車站 - 捷運南港展覧館 - 環東大道 - 北二高 - 北宜高 - 羅東                          | 羅東直達車                                         |
| 首都客運 (首都之星) 大都会客運 (都会之星) | 9026     | 基隆大武崙 - - 橋郡社区(基隆長庚紀念医院) - - 汐止 - 新台五路 - 捷運南港展覧館 - 南港車站                               |                                                    |
| 指南客運、 中壢客運                       | 9069     | 捷運南港展覧館 - 南港車站 - 松山車站(八徳) - 捷運南京復興駅 - 中山高 - 新光三越 - 桃園栄民医院 - 中壢客運桃園站(中壢駅) |                                                    |

## 隣の駅
台北捷運
 文湖線
南港展覧館駅 BR24 - 南港軟体園区駅 BR23
 板南線
南港展覧館駅 BL23 - 南港駅 BL22